# Caulksville
Caulksville é uma cidade  localizada no estado americano de Arkansas, no Condado de Logan.

## Demografia
Segundo o censo americano de 2000, a sua população era de 233 habitantes.
Em 2006, foi estimada uma população de 236, um aumento de 3 (1.3%).

## Geografia
De acordo com o United States Census Bureau, a localidade tem uma área de 3,5 km², sem área coberta por água. Caulksville localiza-se a aproximadamente 127 m acima do nível do mar.

## Localidades na vizinhança
O diagrama seguinte representa as localidades num raio de 24 km ao redor de Caulksville.